# Жепенник-Стшижевський (гміна)
Гміна Жепенник-Стшижевський (пол. Gmina Rzepiennik Strzyżewski) — сільська гміна у південній Польщі. Належить до Тарновського повіту Малопольського воєводства.
Станом на 31 грудня 2011 у гміні проживало 6820 осіб.

## Площа
Згідно з даними за 2007 рік площа гміни становила 70.23 км², у тому числі:
- орні землі: 73.00%
- ліси: 20.00%

Таким чином, площа гміни становить 4.96% площі повіту.

## Населення
Станом на 31 грудня 2011:
| Опис     | Загалом | Загалом | Чоловіки | Чоловіки | Жінки | Жінки |
| -------- | ------- | ------- | -------- | -------- | ----- | ----- |
| одиниця  | осіб    | %       | осіб     | %        | осіб  | %     |
| все      | 6820    | 100     | 3379     | 49.55    | 3441  | 50.45 |
| міське   | 0       | 100     | 0        |          | 0     |       |
| сільське | 6820    | 100     | 3379     | 49.55    | 3441  | 50.45 |

## Сусідні гміни
Гміна Жепенник-Стшижевський межує з такими гмінами: Беч, Ґромник, Мощениця, Тухув, Ценжковіце, Шежини.